# 림프독소
림프독소(lymphotoxin)은 과거에 종양괴사인자 베타(Tumor necrosis factor-beta, TNF-β)라고 불렸던 림포카인의 일종인 시토카인이다.
이들은 Th1 타입의 T 세포에 의해 생성되는 단백질로, 혈관의 내피세포가 대식세포들이 달라붙을 수 있도록 표면 부착 분자를 바꾸게 유도한다. 이들은 또한 파이어 판의 정상적인 분화를 위해 필요한 것으로 알려져 있다.
림프독소는 종양괴사인자 베타와 동일하지만, T 세포에 의해서 분비된다. 이것은 적은 양 생성되기 때문에 측분비이다.
이것의 효과는 TNF-alpha와 비슷하지만, TNF-beta는 또한 림프성 기관의 발달에 중요하다.

## 같이 보기
- 종양괴사인자 알파